# Consistórios de João Paulo II

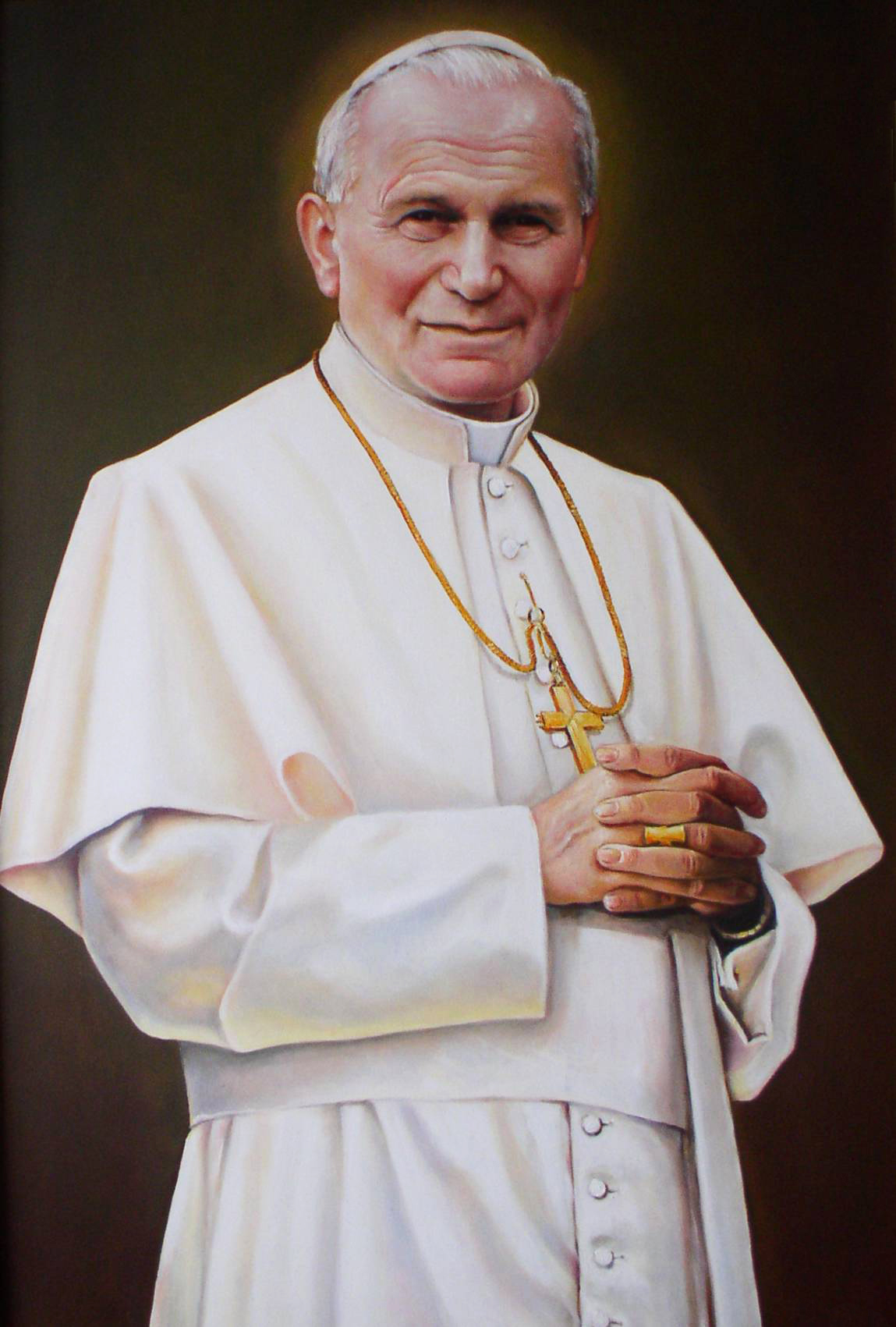
Sua Santidade o Papa S. João Paulo II

Segue-se uma lista completa dos consistórios ordinários públicos para a criação de novos cardeais, presididos pelo Papa João Paulo II, com a indicação de todos os cardeais criados.
João Paulo II criou 231 cardeais em 9 consistórios. Durante seus 26 Anos de pontificado, Nenhum outro pontífice na história da Igreja católica criou um número tão elevado de purpurados.
Cardeais em Negrito estão vivos.

## 30 de junhode1979
Anunciado em 29 de maio de 1979, em 30 de junho de 1979, durante o seu primeiro Consistório Ordinário Público, Papa João Paulo II criou quatorze cardeais eleitores mais um nomeado in pectore. Com a criação dos novos cardeais eleitores o número dos cardeais eleitores passa a cento e vinte, limite máximo fixado por Papa Paulo VI em 1973. Os quinze novos purpurados foram:
1. Agostino Casaroli (1914–1998), pró-secretário da Secretaria de Estado;  †
2. Giuseppe Caprio (1914–2005), presidente da A.P.S.A.; †
3. Marco Cé (1925–2014), patriarca de Veneza; †
4. Egano Righi-Lambertini (1906–2000), núncio apostólico na França; †
5. Joseph-Marie Trinh van-Can (1921–1990), arcebispo de Hà Nôi; †
6. Ernesto Civardi (1906–1989), secretário da Congregação para os Bispos; †
7. Ernesto Corripio y Ahumada (1919–2008), arcebispo de Cidade do México; †
8. Joseph Asjiro Satowaki (1904–1996), arcebispo de Nagasaki; †
9. Roger Marie Élie Etchegaray (1922–2019), arcebispo de Marselha; †
10. Anastasio Alberto Ballestrero, O.C.D. (1913–1998), arcebispo de Torino;  †
11. Tomás Ó Fiaich (1923–1990), arcebispo de Armagh;  †
12. Gerald Emmett Carter (1912–2003), arcebispo de Toronto; †
13. Franciszek Macharski (1927–2016), arcebispo de Cracóvia; †
14. Władysław Rubin (1917–1990), secretário geral do Sínodo dos Bispos. †

### CriadoIn Pectore
1. Ignatius Kung Pin-mei (1901–2000), bispo de Shanghai (China); seu nome foi revelado no consistório de 1991. †

## 2 de fevereirode1983
Anunciado em 5 de janeiro de 1983, em 2 de fevereiro de 1983, o Papa João Paulo II criou dezoito novos cardeais, dos quais, dezesseis eleitores:
1. Antoine Pierre Khoraiche (1907–1994), patriarca de Antioquia dos Maronitas;  †
2. Bernard Yago (1916–1997), arcebispo de Abidjan;  †
3. Aurelio Sabattani (1912–2003), pró-prefeito da Assinatura Apostólica;  †
4. Franjo Kuharić (1919–2002), arcebispo de Zagreb;  †
5. Giuseppe Casoria (1908–2001), pró-prefeito da Congregação para o Culto Divino e Disciplina dos Sacramentos; †
6. José Alí Lebrún Moratinos (1919–2001), arcebispo de Caracas; †
7. Joseph Louis Bernardin (1928–1996), arcebispo de Chicago;  †
8. Michael Michai Kitbunchu (n. 1929), arcebispo de Bangkok;
9. Alexandre do Nascimento (1925-2024), arcebispo de Luanda; †
10. Alfonso López Trujillo (1935–2008), arcebispo de Medellín;  †
11. Godfried Danneels (1933–2019), arcebispo de Michelen-Bruxelas; †
12. Thomas Stafford Williams (1930-2023), arcebispo de Wellington; †
13. Carlo Maria Martini, S.J. (1927–2012), arcebispo de Milão; †
14. Jean-Marie Lustiger (1926–2007), arcebispo de Paris;  †
15. Józef Glemp (1929–2013), arcebispo de Gniezno;  †
16. Joachim Meisner (1933–2017), arcebispo de Colônia. †

### Acima dos 80 anos
1. Julijans Vaivods (1895–1990), administrador apostólico de Riga;  †
2. Henri-Marie de Lubac, S.J. (1896–1991)  †

## 25 de maiode1985
Anunciado em 24 de abril de 1985, em 25 de maio de 1985 o Papa João Paulo II criou vinte e oito novos cardeais, dos quais vinte e sete eleitores:
1. Luigi Dadaglio (1914–1990), pró-Penitenciário-mor;  †
2. Duraisamy Simon Lourdusamy (1924–2014), secretário da Congregação para a Evangelização dos Povos;  †
3. Francis Arinze (n. 1932), pró-presidente do Secretariado para os não cristãos;
4. Juan Francisco Fresno Larraín (1914–2004), arcebispo de Santiago do Chile; †
5. Antonio Innocenti (1915–2008), núncio apostólico na Espanha; †
6. Miguel Obando Bravo, S.D.B. (1926–2018), arcebispo de Manágua; †
7. Paul Augustin Mayer, O.S.B. (1911–2010), pró-prefeito da Congregação para o Culto Divino e Disciplina dos Sacramentos;  †
8. Angel Suquía Goicoechea (1916–2006), arcebispo de Madri; †
9. Jean Jérôme Hamer, O.P. (1916–1996), pró-prefeito da Congregação para a Religiosidade e os Institutos Seculares; †
10. Ricardo Jamin Vidal (1931-2017), arcebisoo de Cebu; †
11. Henryk Roman Gulbinowicz (1923–2020), arcebispo de Wrocław; †
12. Paulos Tzadua (1921–2003), arcebispo de Adis Abeba; †
13. Jozef Tomko (1924–2022), secretário geral do Sínodo dos Bispos; †
14. Myroslav Ivan Ljubačivs'kyj (1914–2000), arquieparca de Lviv dos Ucranianos; †
15. Andrzej Maria Deskur (1924–2011), presidente emérito do Pontifício Conselho para as Comunicações Sociais; †
16. Paul Poupard (n. 1930), pró-presidente do Secretariado dos Não-Crentes;
17. Louis-Albert Vachon (1912–2006), arcebispo de Québec; †
18. Albert Florent Augustin Decourtray (1923–1994), arcebispo de Lyon; †
19. Rosalio José Castillo Lara, S.D.B. (1922–2007), pró-presidente da Pontifícia Comissão para a interpretação autêntica do Código de Direito Canônico; †
20. Friedrich Wetter (n. 1928), arcebispo de Munique e Frisinga;
21. Silvano Piovanelli (1924–2016), arcebispo de Firenze; †
22. Adrianus Johannes Simonis (1931 - 2020), arcebispo de Utrecht; †
23. Edouard Gagnon, P.S.S. (1918–2007), pró-presidente do Pontifício Conselho para a Família; †
24. Alfons Maria Stickler, S.D.B. (1910–2007), pró-bibliotecário da Santa Igreja Romana; †
25. Bernard Francis Law (1931-2017), arcebispo de Boston; †
26. John Joseph O'Connor (1920–2000), arcebispo de New York;  †
27. Giacomo Biffi (1928–2015), arcebispo de Bolonha. †

Criou ainda um cardeal não eleitor:

### Acima dos 80 anos
1. Pietro Pavan (1903–1994), presbítero da diocese de Treviso  †

## 28 de junhode1988
Anunciado em 29 de maio de 1988, em 28 de junho de 1988 o Papa João Paulo II criou vinte e quatro novos cardeais, todos eleitores:
1. Eduardo Martínez Somalo (1927–2021), substituto da Secretaria de Estado; †
2. Achille Silvestrini (1923–2019), prefeito do Supremo Tribunal da Assinatura Apostólica;  †
3. Angelo Felici (1919–2007), núncio apostólico na França;  †
4. Paul Grégoire (1911–1993), arcebispo de Montréal; †
5. Antony Padiyara (1921–2000), arcebispo-maior de Ernakulam; †
6. José Freire Falcão (1925–2021), arcebispo de Brasília; †
7. Michele Giordano (1930–2010), arcebispo de Nápoles;  †
8. Alexandre José Maria dos Santos, O.F.M. (1918-2021), arcebispo de Maputo; †
9. Giovanni Canestri (1918–2015), arcebispo de Gênova; †
10. Antonio María Javierre Ortas, S.D.B. (1921–2007), secretário da Congregação para a Educação Católica; †
11. Simon Ignatius Pimenta (1920-2013), arcebispo de Bombaim; †
12. Mario Revollo Bravo (1919–1995), arcebispo de Bogotá; †
13. Edward Bede Clancy (1923–2014), arcebispo de Sydney; †
14. Lucas Moreira Neves, O.P. (1925–2002), arcebispo de São Salvador da Bahia; †
15. James Aloysius Hickey (1920–2004), arcebispo de Washington; †
16. Edmund Casimir Szoka (1927–2014), arcebispo de Detroit; †
17. László Paskai, O.F.M. (1927–2015), arcebispo de Esztergom-Budapeste; †
18. Christian Wiyghan Tumi (1930–2021), arcebispo de Garoua (Camerun); †
19. Hans Hermann Groër, O.S.B. (1919–2003), arcebispo de Viena; †
20. Jacques-Paul Martin (1908–1992), prefeito emérito da Câmara Apostólica; †
21. Franz Hengsbach (1910–1991), bispo de Essen; †
22. Vincentas Sladkevičius (1920–2000), administrador apostólico de Kaišiadorys; †
23. Jean Margéot (1916–2009), bispo de Port-Louis (Mauritius); †
24. John Baptist Wu Cheng-chung (1925–2002), bispo de Hong Kong. †

João Paulo II havia anunciado ainda a criação do cardeal suíço Hans Urs von Balthasar †, célebre teólogo já acima dos oitenta anos, presbítero da diocese de Coira, o qual morreu em 26 de junho, dois dias antes do consistório.

## 28 de junhode1991
Anunciado em 29 de maio de 1991, em 28 de junho de 1991, Papa João Paulo II publicou o cardeal in pectore Ignatius Kung Pin-mei, criado no consistório de 1983. Também criou vinte e dois novos cardeais, dos quais vinte eleitores:
1. Angelo Sodano (1927–2022), pró-secretário de Estado; †
2. Alexandru Todea (1912–2002), arquieparca de Făgăraş e Alba Iulia; †
3. Pio Laghi (1922–2009), pró-prefeito da Congregação para a Educação Católica; †
4. Edward Idris Cassidy (1924–2021), presidente do Pontifício Conselho para a Promoção da Unidade dos Cristãos; †
5. Robert-Joseph Coffy (1920–1995), arcebispo de Marselha;  †
6. Frédéric Etsou-Nzabi-Bamungwabi, C.I.C.M. (1930–2007), arcebispo de Kinshasa; †
7. Nicolás de Jesús López Rodríguez (n. 1936), arcebispo de Santo Domingo;
8. José Tomás Sánchez (1920–2012), secretério da Congregação para a Evangelização dos Povos; †
9. Virgilio Noè (1922–2011), arcebispo titular de Voncaria; †
10. Antonio Quarracino (1923–1998), arcebispo de Buenos Aires; †
11. Fiorenzo Angelini (1916–2014), presidente do Pontifício Conselho para a Pastoral no Campo da Saúde; †
12. Roger Michael Mahony (n. 1936), arcebispo de Los Angeles;
13. Juan Jesús Posadas Ocampo (1926–1993), arcebispo de Guadalajara; †
14. Anthony Bevilacqua (1923–2012), arcebispo de Filadélfia; †
15. Giovanni Saldarini (1924–2011), arcebispo de Turim (Italia); †
16. Cahal Brendan Daly (1917–2009), arcebispo de Armagh (Irlanda); †
17. Camillo Ruini (n. 1931), pró-vigário de Roma;
18. Ján Chryzostom Korec, S.J. (1924–2015), bispo de Nitra; †
19. Henri Schwery (1932–2021), bispo de Sion; †
20. Georg Maximilian Sterzinsky (1936–2011), bispo de Berlim. †

### Acima dos 80 anos
1. Guido Del Mestri (1911–1993), núncio apostólico emérito na Alemanha; †
2. Paolo Dezza, S.J. (1901-1999), presbítero. †

### RevelaçãoIn pecture
1. Ignatius Kung Pin-mei (1901–2000), bispo de Shanghai (China); em pectore em 30 de junho de 1979; †

## 26 de novembrode1994
Anunciado em 30 de outubro de 1994, em 26 de novembro de 1994 o Papa João Paulo II criou trinta novos cardeais, dos quais vinte e quatro eleitores:
1. Nasrallah Pierre Sfeir (1920–2019), patriarca de Antioquia dos Maronitas; †
2. Miloslav Vlk (1932–2017), arcebispo de Praga; †
3. Luigi Poggi (1917–2010), pró-bibliotecário da Santa Igreja Romana; †
4. Peter Seiichi Shirayanagi (1928–2009), arcebispo de Tóquio; †
5. Vincenzo Fagiolo (1918–2000), presidente do Pontifício Conselho para a Interpretação dos Textos Legislativos; †
6. Carlo Furno (1921–2015), núncio apostólico na Itália; †
7. Carlos Oviedo Cavada, O. de M. (1927–1998), arcebispo de Santiago do Chile; †
8. Thomas Joseph Winning (1925–2001), arcebispo de Glasgow; †
9. Adolfo Antonio Suárez Rivera  (1927–2008), arcebispo de Monterrey; †
10. Julius Riyadi Darmaatmadja, S.J. (n. 1934), arcebispo de Semarang;
11. Jaime Lucas Ortega y Alamino (1936–2019), arcebispo de San Cristóbal de la Habana; †
12. Jan Pieter Schotte, C.I.C.M. (1934–2001), secretário geral do Sínodo dos Bispos; †
13. Pierre Étienne Louis Eyt (1934–2001), arcebispo de Bordeaux; †
14. Gilberto Agustoni(1922–2017), pró-prefeito da Assinatura Apostólica; †
15. Emmanuel Wamala (n. 1926), arcebispo de Kampala;
16. William Henry Keeler (1931–2017), arcebispo de Baltimore; †
17. Augusto Vargas Alzamora, S.J. (1922–2000), arcebispo de Lima; †
18. Jean-Claude Turcotte (1936–2015), arcebispo de Montréal; †
19. Ricard Maria Carles i Gordó (1926–2013), arcebispo de Barcelona; †
20. Adam Joseph Maida (n. 1930), arcebispo de Detroit;
21. Vinko Puljić (n. 1945), arcebispo de Sarajevo;
22. Armand Gaétan Razafindratandra (1925–2010), arcebispo de Antananarivo; †
23. Paul Joseph Pham Ðình Tung (1919–2009), arcebispo de Hà Nôi; †
24. Juan Sandoval Íñiguez (n. 1933), arcebispo de Guadalajara.

Criou ainda seis cardeais não-eleitores:

### Acima dos 80 anos
1. Bernardino Carlos Guillermo Honorato Echeverría Ruiz, O.F.M. (1912–2000), arcebispo de Guayaquil; †
2. Kazimierz Świątek (1914–2011), arcebispo de Minsk-Mahilëŭ; †
3. Ersilio Tonini (1914–2013), arcebispo emérito de Ravena-Cervia; †
4. Mikel Koliqi (1900–1997), presbítero da arquidiocese de Scutari; †
5. Yves-Marie-Joseph Congar (1905–1995), O.P., presbítero; †
6. Alois Grillmeier, S.J. (1910–1998) †, presbítero. †

## 21 de fevereirode1998
Anunciado em 18 de janeiro de 1998, em 21 de fevereiro de 1998  o Papa João Paulo II criou 22 novos cardeais e publicou o nome de dezenove cardeais eleitores:
1. Jorge Medina Estévez (1926–2021), pró-prefeito da Congregação para o Culto Divino e Disciplina dos Sacramentos; †
2. Alberto Bovone (1922–1998), pró-prefeito da Congregação para a Causa dos Santos; †
3. Darío Castrillón Hoyos (1929–2018), pró-prefeito da Congregação para o Clero; †
4. Lorenzo Antonetti (1922–2013), presidente da Administração do Patrimônio da Sé Apostólica; †
5. James Francis Stafford (n. 1932), presidente do Pontifício Conselho para os Leigos;
6. Salvatore De Giorgi (n. 1930), arcebispo de Palermo;
7. Serafim Fernandes de Araújo (1924–2019), arcebispo de Belo Horizonte; †
8. Antonio María Rouco Varela (n. 1936), arcebispo de Madri;
9. Aloysius Matthew Ambrozic (1930–2011), arcebispo de Toronto; †
10. Jean Marie Julien Balland (1934–1998), arcebispo de Lyon; †
11. Dionigi Tettamanzi (1934–2017), arcebispo de Gênova; †
12. Polycarp Pengo (n. 1944), arcebispo de Dar-es-Salaam;
13. Christoph Schönborn, O.P. (n. 1945), arcebispo de Viena;
14. Norberto Rivera Carrera  (n. 1942), arcebispo de Cidade do México;
15. Francis Eugene George, O.M.I. (1937–2015), arcebispo de Chicago; †
16. Paul Shan Kuo-hsi, S.J. (1924–2012), bispo de Kaohsiung; †
17. Giovanni Cheli (1918–2013), presidente do Pontifício Conselho para a Pastoral dos Migrantes e Itinerantes; †
18. Francesco Colasuonno (1925–2003), núncio apostólico na Itália; †
19. Dino Monduzzi (1922–2006), prefeito da Casa Pontifícia. †

### Acima dos 80 anos
1. Adam Kozłowiecki, S.J. (1911–2007), arcebispo-emérito de Lusaka.†

### CriadoIn pectore
1. Marian Jaworski (1926 - 2020), arcebispo de Lviv; publicado no consistório de 2001; †
2. Jānis Pujāts (n. 1930), arcebispo de Riga. publicado no consistório de 2001.

João Paulo II havia anunciado antes a criação do cardeal croata Josip Uhač †, secretário da Congregação para a Evangelização dos Povos, mas ele morreu em 18 de janeiro, poucas horas antes do anúncio do consistório.

## 21 de fevereirode2001
O consistório de 21 de fevereiro de 2001 foi aquele que que João Paulo II criou o maior número de cardeais, quarenta e dois, dos quais trinta e oito eleitores. Ainda publicou os dois cardeais criados in pectore no consistório de 1998: Marian Jaworski e Jānis Pujāts. De notar que o anúncio dos nomes dos cardeais foi dado em dois momentos: em 21 de janeiro anunciou trinta e sete novos cardeais e expressou a vontade de revelar os nomes dos cardeais in pectore; em 28 de janeiro revelou os nomes dos dois cardeais criados em 1998, agregando cinco novos cardinali (Huzar, Degenhardt, Terrazas Sandoval, Fox Napier e Lehmann) . Os trinta e oito cardeais eleitores criados nesse consistório eram:
1. Giovanni Battista Re (n. 1934), pró-prefeito da Congregação para os Bispos;
2. François-Xavier Nguyên Van Thuân (1928–2002), presidente do Pontifício Conselho Justiça e Paz; †
3. Agostino Cacciavillan (1926 - 2022), presidente da Administração do Patrimônio da Sé Apostólica; †
4. Sergio Sebastiani (1931-2024), presidente da Prefeitura dos Assuntos Econômicos da Santa Sé; †
5. Zenon Grocholewski (1939 - 2020), prefeito da Congregação para a Educação Católica; †
6. José Saraiva Martins, C.M.F. (n. 1932), prefeito da Congregação para a Causa dos Santos;
7. Crescenzio Sepe (n. 1943), arcebispo-titular de Grado;
8. Jorge María Mejía (1923–2014), arquivista da Santa Igreja Romana; †
9. Ignace Moussa I Daoud (1930–2012), prefeito da Congregação para as Igrejas Orientais; †
10. Mario Francesco Pompedda (1929–2006), prefeito da Assinatura Apostólica; †
11. Walter Kasper (n. 1933), secretário do Pontifício Conselho para a Promoção da Unidade dos Cristãos;
12. Johannes Joachim Degenhardt (1926–2002), arcebispo de Paderborn; †
13. Antonio José González Zumárraga (1925–2008), arcebispo de Quito; †
14. Ivan Dias (1936–2017), arcebispo de Bombaim; †
15. Geraldo Majella Agnelo (1933–2023), arcebispo de São Salvador da Bahia; †
16. Pedro Rubiano Sáenz (1932–2024), arcebispo de Bogotá; †
17. Theodore Edgar McCarrick (1930-2025), arcebispo de Washington; †
18. Desmond Connell (1926–2017), arcebispo de Dublin; †
19. Audrys Juozas Backis (n. 1937), arcebispo de Vilnius;
20. Francisco Javier Errázuriz Ossa (n. 1933), arcebispo de Santiago do Chile;
21. Julio Terrazas Sandoval, C.Ss.R. (1936–2015), arcebispo de Santa Cruz de la Sierra; †
22. Wilfrid Fox Napier, O.F.M. (n. 1941), arcebispo de Durban;
23. Óscar Rodríguez Maradiaga, S.D.B. (n. 1942), arcebispo de Tegucigalpa;
24. Bernard Agré (1926–2014), arcebispo de Abidjan; †
25. Louis-Marie Billé (1938–2002), arcebispo de Lyon; †
26. Antonio Ignacio Velasco Garcia, S.D.B. (1929–2003), arcebispo de Caracas; †
27. Juan Luis Cipriani Thorne (n. 1943), arcebispo de Lima;
28. Francisco Álvarez Martínez (1925 – 2022), arcebispo de Toledo; †
29. Cláudio Hummes, O.F.M. (1934 – 2022), arcebispo de São Paulo; †
30. Varkey Vithayathil, C.SS.R. (1927–2011), arcebispo maior de Ernakulam-Angamaly; †
31. Jorge Mario Bergoglio, S.J. (1936–2025), Arcebispo de Buenos Aires - Eleito Papa Francisco no Conclave de 2013 †
32. José da Cruz Policarpo (1936–2014), patriarca de Lisboa; †
33. Severino Poletto (1933-2022), arcebispo de Turim; †
34. Cormac Murphy-O'Connor (1932–2017), arcebispo de Westminster; †
35. Edward Michael Egan (1932–2015), arcebispo de New York; †
36. Lubomyr Huzar (1933–2017), arcebispo-maior de Lviv dos Ucranianos; †
37. Karl Lehmann (1936–2018), bispo de Meinz; †
38. Roberto Tucci, S.J. (1921–2015), presbítero. †

### Acima dos 80 anos
1. Stéphanos II Ghattas, C.M. (1920–2009), Patriarca Católico Copta de Alexandria; †
2. Jean Marcel Honoré (1920–2013), arcebispo-emérito de Tours; †
3. Leo Scheffczyk (1920–2005), presbítero; †
4. Avery Robert Dulles, S.J. (1918–2008), presbítero. †

### RevelaçãoIn pecture
1. Marian Jaworski (1926 - 2020), arcebispo de Lviv; em pectore em 21 de fevereiro de 1998; †
2. Jānis Pujāts (n. 1930), arcebispo de Riga. em pectore em 21 de fevereiro de 1998;

## 21 de outubrode2003
Anunciado em 28 de setembro de 2003, em 21 de outubro de 2003 o Papa João Paulo II criou trinta e um novos cardeais (um in pectore), dos quais vinte e seis eleitores. Seria o último consistório de João Paulo II:
1. Jean-Louis Pierre Tauran (1943–2018), secretário para a Relação com os Estados; †
2. Renato Raffaele Martino (1932-2024), presidente do Pontifício Conselho Justiça e Paz; †
3. Francesco Marchisano (1929–2014), arcipreste da Basílica de São Pedro; †
4. Julián Herranz Casado (n. 1930), presidente do Pontifício Conselho para os Textos Legislativos;
5. Javier Lozano Barragán (1933–2022), presidente do Pontifício Conselho para a Pastoral no Campo da Saúde; †
6. Stephen Fumio Hamao (1930–2007), presidente do Pontifício Conselho para a Pastoral dos Migrantes e Itinerantes; †
7. Attilio Nicora (1937–2017), presidente da Administração do Patrimônio da Sé Apostólica; †
8. Angelo Scola (n. 1941), patriarca de Veneza;
9. Anthony Olubunmi Okogie (n. 1936), arcebispo de Lagos;
10. Bernard Louis Auguste Paul Panafieu (1931–2017), arcebispo de Marselha; †
11. Gabriel Zubeir Wako (n. 1941), arcebispo de Khartoum;
12. Carlos Amigo Vallejo, O.F.M. (1934-2022), arcebispo de Sevilha; †
13. Justin Francis Rigali (n. 1935), arcebispo de Filadélfia;
14. Keith Michael Patrick O'Brien (1938–2018), arcebispo de Saint Andrews ed Edimburgo; †
15. Eusébio Oscar Scheid, S.C.I. (1932–2021), arcebispo de São Sebastião do Rio de Janeiro; †
16. Ennio Antonelli (n. 1936), arcebispo de Florença
17. Tarcisio Bertone, S.D.B. (n. 1934), arcebispo de Genoa
18. Peter Kodwo Appiah Turkson (n. 1948), arcebispo de Cape Coast;
19. Telesphore Placidus Toppo (1939-2023), arcebispo de Ranchi; †
20. George Pell (1941-2023), arcebispo de Sydney; †
21. Josip Bozanić (n. 1949), arcebispo de Zagreb;
22. Jean-Baptiste Pham Minh Mân (n. 1934), arcebispo de Hô Chí Minh;
23. Rodolfo Quezada Toruño (1932–2012), arcebispo de Guatemala; †
24. Philippe Xavier Ignace Barbarin (n. 1950), arcebispo de Lyon;
25. Péter Erdő (n. 1952), arcebispo de Esztergom-Budapeste;
26. Marc Ouellet, P.S.S. (n. 1944), arcebispo de Québec.

### Acima dos 80 anos
1. Georges Marie Martin Cottier, O.P. (1922–2016), presbítero; †
2. Gustaaf Joos (1923–2004), presbítero; †
3. Tomáš Špidlík, S.J. (1919–2010), presbítero; †
4. Stanislaw Kazimierz Nagy, S.C.I. (1921–2013), presbítero. †

O nome do cardeal in pectore não foi publicado e após a morte de João Paulo II, não teve mais efeito.